# 贝叶越桔
贝叶越桔（学名：Vaccinium conchophyllum）为杜鹃花科越桔属下的一个种。

## 扩展阅读
維基物種上的相關：贝叶越桔